# Brejo do Piauí
Pour les articles homonymes, voir Brejo.
Brejo do Piauí est une municipalité brésilienne située dans l'État du Piauí.